# جويس تايلور
جويس تايلور (بالإنجليزية: Joyce Taylor)‏ هي ممثلة أمريكية، ولدت في 14 سبتمبر 1932 بتلورفيل في الولايات المتحدة.

## وصلات خارجية
- جويس تايلور على موقع IMDb (الإنجليزية)
- جويس تايلور على موقع أول موفي (الإنجليزية)
- جويس تايلور على موقع قاعدة بيانات الأفلام السويدية (السويدية)
- جويس تايلور على موقع قاعدة بيانات الفيلم (الإنجليزية)